# At the Half Note Cafe, Volume 1
At the Half Note Cafe, Volume 1 è un album live di Donald Byrd, pubblicato dalla Blue Note Records nell'agosto del 1961. Il disco fu registrato dal vivo l'11 novembre 1960 al Half Note Cafe di New York City, New York (Stati Uniti).Nel 1997 fu pubblicato un doppio CD che raccoglieva il concerto integrale.

## Tracce
Brani composti da Donald Byrd, tranne dove indicato
Lato A
1. My Girl Shirl – 10:32 (Duke Pearson) – 2nd Set
2. Soulful Kiddy – 10:32 – 2nd Set

Lato B
1. A Portrait of Jennie – 6:49 (J. Russell Robinson, Gordon Burdge) – 2nd Set
2. Cecile – 12:52 – 3rd Set
3. The Theme: Pure D. Funk – 1:51 – 3rd Set

Edizione CD 1 del 1997, pubblicato dalla Blue Note Records
1. Introduction by Ruth Mason Lion – 1:21
2. My Girl Shirl – 10:32 (Duke Pearson)
3. Soulful Kiddy – 10:06 (Donald Byrd)
4. A Portrait of Jennie – 6:49 (J. Russell Robinson, Gordon Burdge)
5. Cecile – 12:52 (Donald Byrd)
6. Theme (Pure D. Funk) – 1:51 (Donald Byrd)
7. Child's Play – 8:42 (Duke Pearson) – Bonus Track - 4th Set
8. Chant – 11:03 (Duke Pearson) – Bonus Track - 2nd Set

## Musicisti
- Donald Byrd - tromba
- Pepper Adams - sassofono baritono (tranne in A Portrait of Jennie)
- Duke Pearson - pianoforte
- Laymon Jackson - contrabbasso
- Lex Humphries - batteria[4]